# الصرائف (حبيش)

تعديل مصدري - تعديل

الصرائف محلة تابعة لقرية الحطيم، التابعة لعزلة الجعافرة بمديرية حبيش إحدى مديريات محافظة إب في الجمهورية اليمنية، بلغ تعداد سكانها 66 حسب تعداد اليمن لعام 2004.